# Тиченго
Тиченго (итал. Ticengo) је насеље у Италији у округу Кремона, региону Ломбардија.
Према процени из 2011. у насељу је живело 374 становника. Насеље се налази на надморској висини од 78 м.

## Становништво
Према резултатима пописа становништва 2011. у општини је живело 448 становника.
| 1931. | 1936. | 1951. | 1961. | 1971. | 1981. | 1991. | 2001. | 2011. |
| ----- | ----- | ----- | ----- | ----- | ----- | ----- | ----- | ----- |
| 956   | 841   | 918   | 707   | 500   | 435   | 406   | 430   | 448   |